# داني جارديللا
داني جارديللا (بالإنجليزية: Danny Gardella)‏ هو لاعب كرة قاعدة أمريكي، ولد في 26 فبراير 1920، وتوفي في 6 مارس 2005 في يونكيرس في الولايات المتحدة بسبب نوبة قلبية.

## وصلات خارجية
- داني جارديللا على موقعبيزبول رفرنس.كوم (الدوري الرئيسي) (الإنجليزية)
- داني جارديللا على موقع جمعية أبحاث البيسبول الأمريكية (الإنجليزية)